# Кръстана Стоева
Кръстана Стоева е българска състезателка по ски бягане. Участва два пъти на зимни олимпийски игри – в Скуо Вали през 1960 година и в Инсбрук през 1964 година. В Скуо Вали прави най-доброто класиране от всички българи като завършва девета в ски бягането на 10 километра. През 1966 става шампионка на зимната универсиада в Италия на 10 км и щафета.
Отборът, участвал в щафетата в Инсбрук, състоящ се от Роза Димова, Кръстана Стоева и Надежда Василева е най-силният отбор в историята на ски бягането в България. 
На нейно име е кръстена една от пистите в зимния курорт Пампорово, както и състезание по ски бягане.

## Значими успехи
- 1960 – за купа Курикава – Германия, е трета, а за купа Труд-Свердловск заема второ място от 241 участнички и втора щафета.
- 1961 – първо място 10 км. в Закопане
- 1962 – първо място 10 км в Курикава
- 1963 – четвърто място 10 км – Курикава и първо място 5 и 10 км в първенството на Румъния
- 1965 – трето място на 5 и 10 км в най-голямото състезание по бягане в света – Клингентал
- 1966 – второ място 10 км в Куопио, Финландия.